# Diskografija Avril Lavigne
Diskografija Avril Lavigne obuhvaća četiri studijskih albuma. Objavila je šestnaest singlova (od kojih su najzapaženiji "Complicated", "My Happy Ending" i "Girlfriend"), pet EP-a te 14 spoteva.
Lavigne je u 2002. godini objavila svoj debitanski album, Let Go, koji se plasirao na drugom mjestu američke ljestvice Billboard 200. Na vrhu ljestvica plasirao se u Kanadi, Ujedinjenom Kraljevstvu i Australiji. Kao prvi singl s albuma objavljena je pjesma "Complicated" koja je bila na prvom mjestu u Australiji, drugom u SAD-u i trećem u Ujedinjenom Kraljevstvu. Ostali singlovi s albuma "Sk8er Boi" i "I'm With You" su se plasirali u najboljih deset singlova u SAD-u i Ujedinjenom Kraljevstvu. Let Go se prodao u 16 milijuna primjeraka širom svijeta i dobio je šesterostruku platinastu certifikaciju od RIAA-a u SAD-u.
Njen drugi studijski album, Under My Skin, objavljen je u 2004. godini i debitirao je na prvoj poziciji u državama kao Australiji, Japanu, Meksiku, Ujedinjenom Kraljevstvu i SAD-u. Album se prodao u 10 milijuna primjeraka širom svijeta. Prvi singl s albuma "Don't Tell Me" plasirao se u najboljih 10 u Kanadi, Ujedinjenom Kraljevstvu, Australiji i Njemačkoj. U SAD-u nije bio toliko uspješan plasirao se tek na 22. mjestu. Ostali singlovi s albuma su "My Happy Ending" koji se zabilježio slične uspjehe kao i "Don't Tell Me", "Nobody's Home" koji se nije plasirao u najboljih 40 singlova na ljestvici Billboard Hot 100 i "He Wasn't" koji nije objavljen u SAD-u.
Lavignin treći studijski album nosi ime The Best Damn Thing. Najavni singl s albuma je pjesma "Girlfriend" koja se plasirala na prvom mjestu u SAD-u i time postala prva i jedina Lavignina pjesma koja se plasirala na vrhu američke ljestvice. The Best Damn Thing se plasirao na prvom mjestu američke ljestvice albuma, Billboard 200. Singl se plasirao na prvom mjestu u Kandadi, Australiji i Italiji, a na drugom mjestu u Ujedinjenom Kraljevstvu i Francuskoj. "When You're Gone" objavljen je kao drugi singl s albuma, plasirao se na trećem mjestu u Ujedinjenom Kraljevstvu i na četvrtom mjestu u Australiji. Objavlejena su još dva singla "Hot" i "The Best Damn Thing" koja nisu zabilježila veće plasmane na ljestvicama.

## Albumi

### Studijski albumi
| Godina | Album                                                              | Top liste | Top liste | Top liste | Top liste | Top liste | Top liste | Top liste | Top liste | Top liste | Top liste | Top liste | Top liste | Prodaja              |
| Godina | Album                                                              | KAN       | AUS       | AUT       | FRA       | NJE       | IRS       | ITA       | NZ        | SWE       | UK        | SAD       | HR        | Prodaja              |
| ------ | ------------------------------------------------------------------ | --------- | --------- | --------- | --------- | --------- | --------- | --------- | --------- | --------- | --------- | --------- | --------- | -------------------- |
| 2002.  | Let Go - Objavljeno: 4. lipnja 2002. - Kuća: Arista                | 1         | 1         | 2         | 13        | 2         | 1         | 6         | 1         | 6         | 1         | 2         | —         | - Svijet: 16 000 000 |
| 2004.  | Under My Skin - Objavljeno: 24. svibnja 2004. - Kuća: Arista       | 1         | 1         | 1         | 4         | 1         | 1         | 3         | 7         | 14        | 1         | 1         | —         | - Svijet: 10 000 000 |
| 2007.  | The Best Damn Thing - Objavljeno: 17. travnja 2007. - Kuća: RCA    | 1         | 2         | 1         | 3         | 1         | 1         | 1         | 2         | 6         | 1         | 1         | 3         | - Svijet: 6 000 000  |
| 2011.  | Goodbye Lullaby - Objavljeno: 2. ožujka 2011. - Kuća: RCA          | 2         | 1         | 3         | 4         | 4         | 12        | 5         | 11        | 10        | 9         | 4         | 17        | - Svijet: 1 300 000  |
| 2013.  | Avril Lavigne - Objavljeno: 1. studenog 2013. - Kuća: Epic Records | 4         | 7         | 9         | 30        | 15        | 20        | 8         | 8         | 39        | 14        | 5         | —         | - Svijet: 600 000    |

### Kompilacijski albumi
| Godina | Album                                                             | Top liste | Top liste | Top liste | Top liste | Top liste | Top liste | Top liste | Top liste | Top liste | Top liste | Top liste | Top liste | Prodaja   |
| Godina | Album                                                             | KAN       | AUS       | AUT       | FRA       | NJE       | IRS       | ITA       | NZ        | SWE       | UK        | SAD       | HR        | Prodaja   |
| ------ | ----------------------------------------------------------------- | --------- | --------- | --------- | --------- | --------- | --------- | --------- | --------- | --------- | --------- | --------- | --------- | --------- |
| 2010.  | Essential Mixes - Objavljeno: 17. rujna 2010. - Kuća: RCA Records | —         | —         | —         | —         | —         | —         | 74        | —         | —         | —         | —         | —         | - Svijet: |

### EP-ovi
| Godina | Album                                                                                           |
| ------ | ----------------------------------------------------------------------------------------------- |
| 2003.  | Angus Drive - Objavljeno: 1. svibnja, 2003. - Format: CD                                        |
| 2003.  | Try To Shut Me Up EP - Objavljeno: 27. svibnja, 2003 - Format: Digital Download                 |
| 2004.  | Live Acoustic - Objavljeno: 1. srpnja, 2004. - Formati: CD, Digitalni download                  |
| 2008.  | Control Room - Live EP - Objavljeno: 15. travnja, 2008. - Format: Digitalni download            |
| 2009.  | iTunes Essentials: Avril Lavigne - Objavljeno: 12. svibnja, 2009. - Formats: Digitalni download |

## Singlovi
| Godina | Singl                        | Top liste | Top liste | Top liste | Top liste | Top liste | Top liste | Top liste | Top liste | Top liste | Top liste | Album               |
| Godina | Singl                        | KAN       | AUS       | AUT       | FRA       | NJE       | IT        | NZ        | ŠVE       | UK        | SAD       | Album               |
| ------ | ---------------------------- | --------- | --------- | --------- | --------- | --------- | --------- | --------- | --------- | --------- | --------- | ------------------- |
| 2002.  | "Complicated"                | 1         | 1         | 2         | 21        | 3         | 2         | 1         | 2         | 3         | 2         | Let Go              |
| 2002.  | "Sk8er Boi"                  | 9         | 3         | 7         | 28        | 18        | 8         | 2         | 12        | 8         | 10        | Let Go              |
| 2002.  | "I’m With You"               | 13        | —         | 13        | 34        | 13        | 5         | 5         | 11        | 7         | 4         | Let Go              |
| 2003.  | "Losing Grip"                | —         | 20        | 40        | —         | 43        | —         | —         | —         | 22        | 64        | Let Go              |
| 2004.  | "Don't Tell Me"              | 5         | 10        | 12        | 53        | 10        | 5         | 15        | 30        | 5         | 22        | Under My Skin       |
| 2004.  | "My Happy Ending"            | 11        | 6         | 8         | 39        | 17        | 7         | —         | 11        | 5         | 9         | Under My Skin       |
| 2004.  | "Nobody's Home"              | 4         | 24        | 20        | 24        | 29        | —         | —         | —         | 24        | 41        | Under My Skin       |
| 2005.  | "He Wasn't"                  | 92        | 25        | 35        | —         | 29        | —         | 38        | —         | 23        | —         | Under My Skin       |
| 2007.  | "Girlfriend"                 | 1         | 1         | 1         | 2         | 3         | 1         | 1         | 1         | 2         | 1         | The Best Damn Thing |
| 2007.  | "When You're Gone"           | 8         | 4         | 10        | 17        | 17        | 4         | 26        | 8         | 3         | 24        | The Best Damn Thing |
| 2007.  | "Hot"                        | 10        | 14        | 17        | —         | 26        | —         | 30        | 53        | 30        | 95        | The Best Damn Thing |
| 2008.  | "The Best Damn Thing"        | 76        | —         | 51        | —         | 64        | —         | —         | —         | —         | 107       | The Best Damn Thing |
| 2010.  | "Alice"                      | 51        | 39        | 19        | —         | 27        | —         | —         | —         | 59        | 71        | Almost Alice        |
| 2011.  | "What the Hell"              | 8         | 6         | 20        | 18        | 21        | 15        | 5         | 58        | 16        | 11        | Goodbye Lullaby     |
| 2011.  | "Smile"                      | 59        | 25        | 37        | —         | 40        | —         | 30        | —         | 189       | 68        | Goodbye Lullaby     |
| 2011.  | "Wish You Were Here"         | 64        | —         | —         | —         | —         | —         | —         | —         | —         | 99        | Goodbye Lullaby     |
| 2013.  | "Here's to Never Growing Up" | —         | —         | —         | —         | —         | —         | —         | —         | —         | —         | Avril Lavigne       |
| 2013.  | "Rock n Roll"                | —         | —         | —         | —         | —         | —         | —         | —         | —         | —         | Avril Lavigne       |
| 2013.  | "Let Me Go"                  | —         | —         | —         | —         | —         | —         | —         | —         | —         | —         | Avril Lavigne       |

### Ostali singlovi
| Godina | Singl             | Top liste | Top liste | Top liste | Top liste | Album               |
| Godina | Singl             | KAN       | NZ        | UK        | SAD       | Album               |
| ------ | ----------------- | --------- | --------- | --------- | --------- | ------------------- |
| 2003.  | "Mobile"          | —         | 26        | —         | —         | Let Go              |
| 2005.  | "Fall to Pieces"  | —         | —         | —         | 111       | Under My Skin       |
| 2006.  | "Keep Holding On" | 2         | —         | 175       | 17        | Eragon Soundtrack   |
| 2007.  | "Innocence"       | 59        | —         | —         | 116       | The Best Damn Thing |
| 2007.  | "Runaway"         | —         | —         | —         | 111       | The Best Damn Thing |

## Certifikacije singlova
| Singl             | Država      | Certifikacija |
| ----------------- | ----------- | ------------- |
| "Complicated"     | Australija  | 2× platinasta |
| "Complicated"     | Austrija    | zlatna        |
| "Complicated"     | Belgija     | zlatna        |
| "Complicated"     | Brazil      | platinasta    |
| "Complicated"     | Norveška    | zlatna        |
| "Complicated"     | Novi Zeland | platinasta    |
| "Complicated"     | Švedska     | zlatna        |
| "Complicated"     | Švicarska   | zlatna        |
| "Sk8er Boi"       | Australija  | platinasta    |
| "Sk8er Boi"       | Brazil      | platinasta    |
| "Sk8er Boi"       | Novi Zeland | platinasta    |
| "Sk8er Boi"       | SAD         | zlatna        |
| "I'm With You"    | SAD         | zlatna        |
| "Losing Grip"     | SAD         | zlatna        |
| "Don't Tell Me"   | Australija  | zlatna        |
| "Don't Tell Me"   | SAD         | zlatna        |
| "My Happy Ending" | Australija  | zlatna        |
| "My Happy Ending" | Brazil      | platinasta    |
| "My Happy Ending" | SAD         | platinasta    |
| "Nobody's Home"   | Brazil      | platinasta    |
| "Nobody's Home"   | SAD         | zlatna        |

| Singl                 | Država      | Certifikacija |
| --------------------- | ----------- | ------------- |
| "Keep Holding On"     | Kanada      | platinasta    |
| "Keep Holding On"     | SAD         | platinasta    |
| "Girlfriend"          | Australija  | 4× platinasta |
| "Girlfriend"          | Austrija    | zlatna        |
| "Girlfriend"          | Belgija     | zlatna        |
| "Girlfriend"          | Brazil      | platinasta    |
| "Girlfriend"          | Japan       | dijamantna    |
| "Girlfriend"          | Kanada      | 8× platinasta |
| "Girlfriend"          | SAD         | 2× platinasta |
| "When You're Gone"    | Australija  | platinasta    |
| "When You're Gone"    | Brazil      | platinasta    |
| "When You're Gone"    | Kanada      | zlatna        |
| "When You're Gone"    | SAD         | zlatna        |
| "Hot"                 | Australija  | zlatna        |
| "The Best Damn Thing" | Brazil      | platinasta    |
| "What the Hell"       | Australija  | 2x platinasta |
| "What the Hell"       | Italija     | zlatna        |
| "What the Hell"       | Japan       | zlatna        |
| "What the Hell"       | Novi Zeland | zlatna        |
| "Smile"               | Australija  | platinasta    |

## Videospotovi
| Godina | Singl                                              | Redatelj         | Bilješke          |
| ------ | -------------------------------------------------- | ---------------- | ----------------- |
| 2002.  | "Complicated"                                      | The Malloys      | produžena verzija |
| 2002.  | "Sk8er Boi"                                        | Francis Lawrence | produžena verzija |
| 2002.  | "I'm With You"                                     | David LaChapelle | album verzija     |
| 2003.  | "Losing Grip"                                      | Liz Friedlander  | produžena verzija |
| 2003.  | "Knockin' on Heaven's Door"                        | Marc Lostracco   | album verzija     |
| 2004.  | "Don't Tell Me"                                    | Liz Friedlander  | album verzija     |
| 2004.  | "My Happy Ending"                                  | Meiert Avis      | album verzija     |
| 2004.  | "Nobody's Home"                                    | Diane Martel     | album verzija     |
| 2005.  | "He Wasn't"                                        | The Malloys      | singl verzija     |
| 2007.  | "Girlfriend"                                       | The Malloys      | produžena verzija |
| 2007.  | "When You're Gone"                                 | Marc Klasfeld    | album verzija     |
| 2007.  | "Girlfriend (Dr. Luke remix)" (featuring Lil Mama) | Malcolm Jones    | album verzija     |
| 2007.  | "Hot"                                              | Matthew Rolston  | album verzija     |
| 2008.  | "The Best Damn Thing"                              | Wayne Isham      | album verzija     |
| 2010.  | "Alice"                                            | Dave Meyers      | radio verzija     |
| 2011.  | "What the Hell"                                    | Marcus Raboy     | radio verzija     |
| 2011.  | "Smile"                                            | Shane Drake      | album verzija     |
| 2011.  | "Wish You Were Here"                               | —                | —                 |

## DVD-ovi
- My World (2003.)
- Live at Budokan (2005.)
- Live in Toronto (2008.)

## Turneje
- Try To Shut Me Up Tour (2003.)
- Bonez Tour (2004)
- Mall Tour (2004./2005.)
- Promotional Tour (2007.)
- The Best Damn Tour (2008.)